# رود تنگوئیه
رود تنگوئیه (سوخته چال) یکی از رودهای حوضه آبریز کویر ابرقو–سیرجان است که در استان کرمان قرار گرفته‌است.

## مسیر
سرشاخه‌های تنگوئیه از کوه بیدخان در شرق سیرجان سرچشمه می‌گیرد و به سوی غرب جریان می‌یابد. از روستاهای گلناآباد و تنگوییه می‌گذرد و در حوالی روستای سرخوان شاخه‌ای به نام پلنگی را دریافت می‌کند و در نهایت به کویر سیرجان فرو می‌ریزد. طول این رود حدود ۱۰۸ کیلومتر و مساحت حوضه آبریز آن ۱۷۰۴٫۵ کیلومتر مربع است. سد خاکی سیرجان با ظرفیت ۳۸ میلیون متر مکعب در سال ۱۳۸۱ بر روی این رود ساخته شده‌است. آبدهی رود تنگوئیه در پاییز حدود ۳۰۰ لیتر بر ثانیه است و بیشترین دبی عبوری آن در حوالی روستای فیروزآباد ۳۳٫۵ متر مکعب بر ثانیه ثبت شده‌است.
رود پلنگی که مهمترین انشعاب تنگوئیه است، از کوه چشمه نعمت در شرق سیرجان سرچشمه گرفته و به سوی غرب جریان می‌یابد. پس از گذر از روستای طپق به شاخه اصلی ملحق می‌شود. طول این رود حدود ۴۵ کیلومتر است.